# Ph. Marot, Gardon et Cie
Ph. Marot, Gardon et Cie est un constructeur automobile français.

## Production

1899 : Rear entrance Tonneau Marot-Gardon.

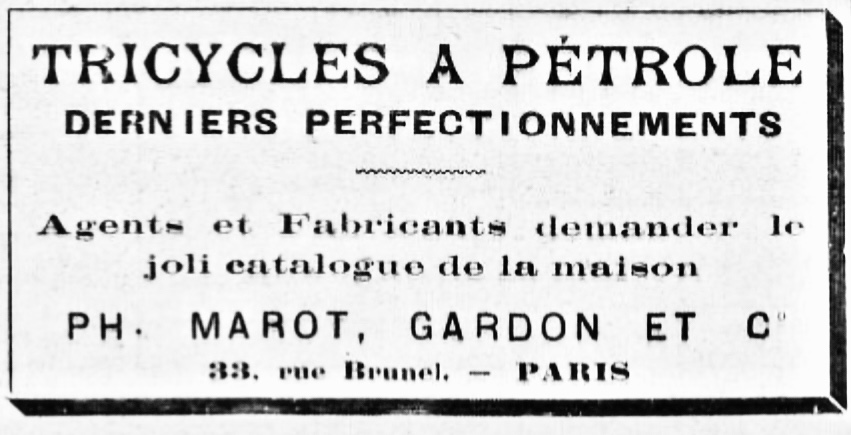
Ph. Marot, Gardon et Cie ; tricycles.

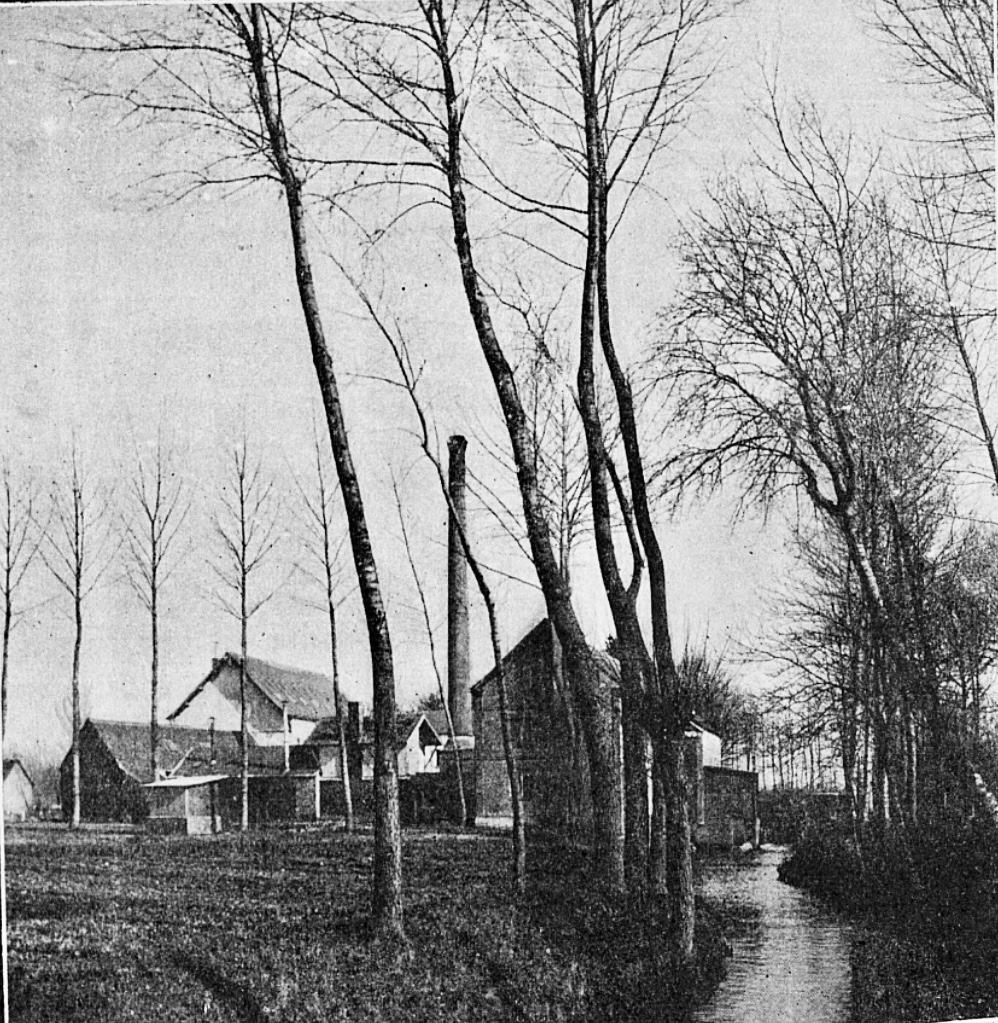
Marot-Gardon Usine à Corbie dans le département de la Somme (1900).

L’entreprise basée à Paris a commencé à produire des automobiles en 1898. Le nom de la marque était Marot-Gardon. L’usine était située au 33 rue Brunel. L’usine principale était située dans la petite ville de Corbie. Le Marot-Gàrdon à quatre roues est un intermédiaire entre la voiture et le char.
Le moteur provient de la société Daniel Augé et Cie.
Le moteur bicylindre a 1362 cc avec un alésage de 85 mm et une course de 120 mm. La puissance du moteur est comprise entre 4,5 et 5 ch à 700 tr/min. Les valeurs ont été déterminées à l’aide d’un banc d’essai de frein moteur.
La boîte de vitesses avait trois vitesses.
Les vitesses maximales atteintes dans les rapports étaient de 8, 18 à 35 km/h.
L’espace est destiné à deux personnes, un maximum de trois personnes.
Le plus petit rayon de braquage est de 7,5 m. Le poids du véhicule était de 550 kg.
La production s’est terminée en 1902.

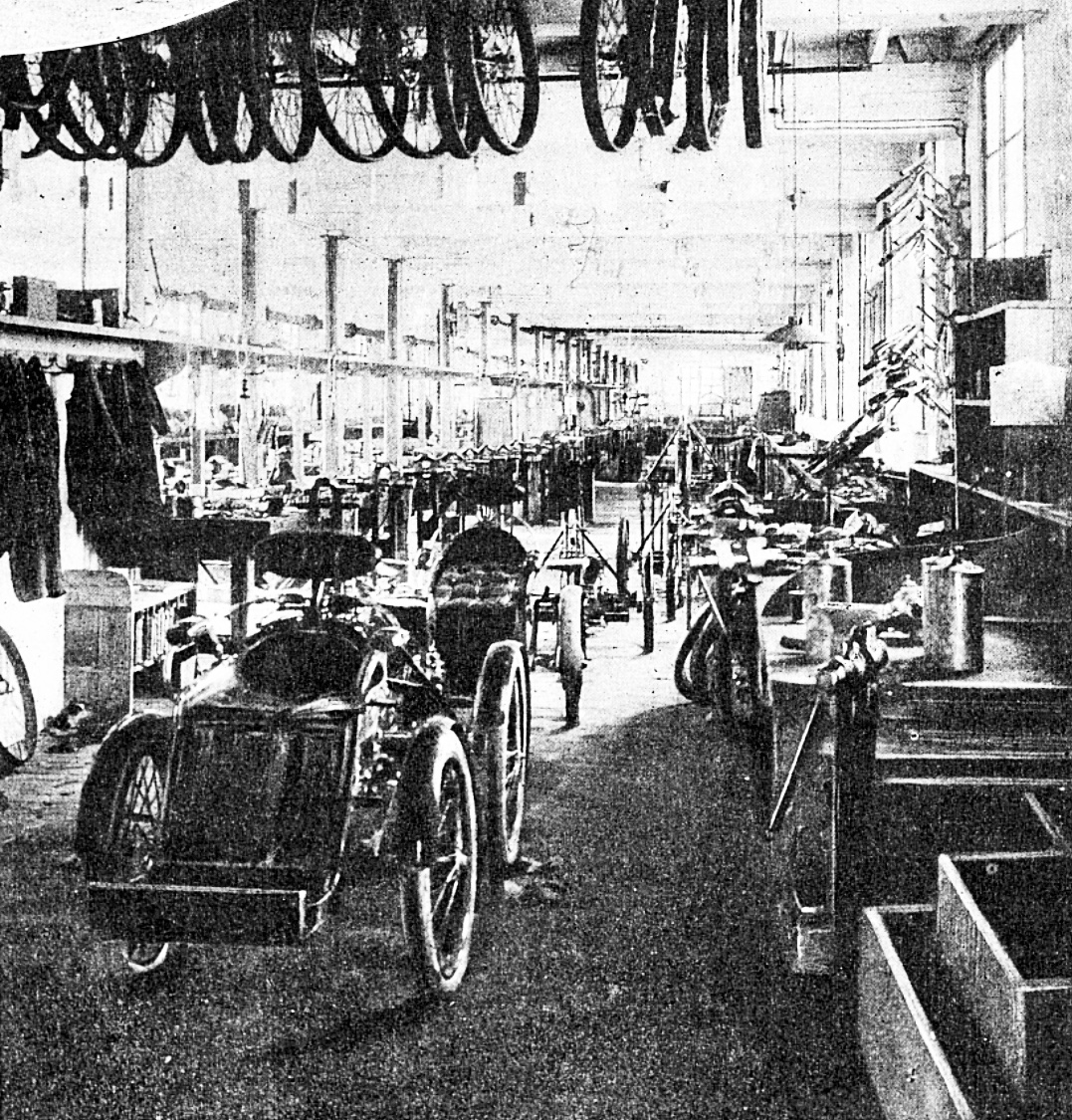
Marot-Gardon vue intérieure de l’usine (1900).